# (400275) 2007 RE243
(400275) 2007 RE243 es un asteroide perteneciente al cinturón de asteroides, descubierto el 3 de septiembre de 2007 por el equipo del Catalina Sky Survey desde el Catalina Sky Survey, Arizona, Estados Unidos.

## Designación y nombre
Designado provisionalmente como 2007 RE243.

## Características orbitales
2007 RE243 está situado a una distancia media del Sol de 2,366 ua, pudiendo alejarse hasta 2,866 ua y acercarse hasta 1,865 ua. Su excentricidad es 0,211 y la inclinación orbital 2,119 grados. Emplea 1329,58 días en completar una órbita alrededor del Sol.

## Características físicas
La magnitud absoluta de 2007 RE243 es 17,8.